# Audi 100 C2
De Audi 100 C2 is een versie van de Audi 100, die in 1976 werd geïntroduceerd. In 1979 volgde de Audi 200 C2, een meer luxueuze uitvoering van de Audi 100.
Het model was vanaf het begin leverbaar als 4 deurs sedan en als tweedeurs coach. Vanaf 1977 was er ook een Avant leverbaar die overigens bij de C2- en C3-series een relatief schuine achterkant had, waardoor de laadruimte werd beperkt.
De Audi 100 C2 was de eerste auto met een 5 cilinder-benzinelijnmotor. Even daarvoor was het Mercedes-Benz die al een 5 cilinder-dieselmotor had gepresenteerd.
De Audi 100 C2 was leverbaar met de volgende motoren:
- 1.6 63 kW/85 pk 4-cilinder carburateur (1976-1982)
- 2.0 85 kW/115 pk 4-cilinder carburateur (1976-1978)
- 1.9 74 kW/101 pk 4-cilinder carburateur (1980-1982)
- 2.1 85 kW/115 pk 5-cilinder carburateur (1978-1982)
- 2.1 100 kW/136 pk 5-cilinder injectie (1976-1982)
- 2.0 51 kW/70 pk 5-cilinder diesel (1978-1982)

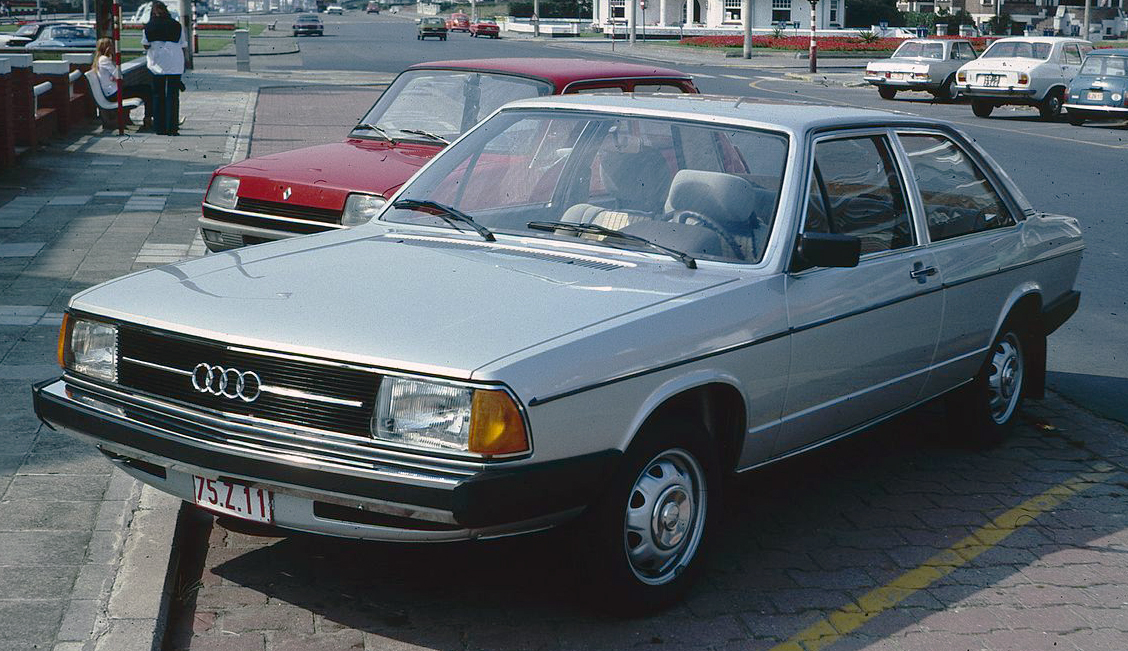
Audi 100 tweedeurs (1977–1979)
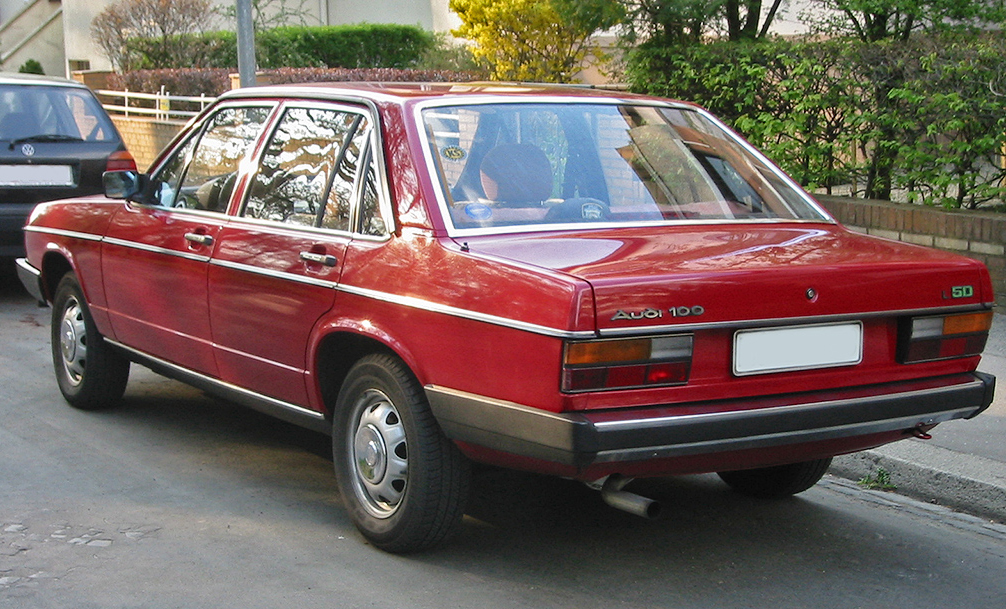
Audi 100 5D (1978)
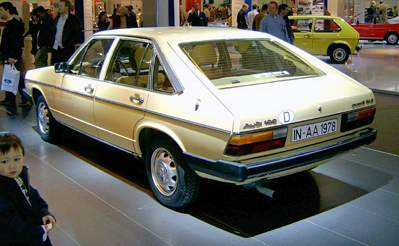
Audi 100 Avant (1977–1979)

## Audi 200 C2
Op basis van de Audi 100 C2 was er ook de luxere Audi 200. Uiterlijk was deze te herkennen aan de dubbele koplampen, de lichtmetalen velgen en de clignoteurs in de voorbumper. Vanaf 1980 kon de Audi 200 tegen meerprijs uitgerust worden met een antiblokkeersysteem. 
Dit model was leverbaar met de volgende motoren:
- 2.1 100 kW/136 pk 5-cilinder injectie (1976-1982)
- 2.1 130 kW/170 pk 5-cilinder injectie met Turbo (1979-1982)